# Unione Polisportiva Comunale Tavagnacco 2019-2020
Questa voce raccoglie le informazioni riguardanti l'Associazione Sportiva Dilettantistica Unione Polisportiva Comunale Tavagnacco nelle competizioni ufficiali della stagione 2019-2020.

## Stagione
La stagione 2019-2020 è per il Tavagnacco la diciannovesima stagione consecutiva in Serie A e si è aperta con il cambio di allenatore: Luca Lugnan è stato scelto come nuovo allenatore al posto di Marco Rossi. Inoltre, con la fine della stagione 2018-2019 Elisa Camporese ha annunciato il suo ritiro dal calcio giocato dopo otto stagioni di fila col Tavagnacco, dodici sul totale della carriera.
A seguito dello svilupparsi della pandemia di COVID-19 che ha colpito l'Italia dal mese di febbraio, il 10 marzo 2020, quando erano state giocate sedici giornate di campionato, venne comunicata dalla FIGC una prima sospensione di tutte le attività agonistiche fino al 3 aprile successivo, conseguentemente a quanto disposto dal Governo per decreto ministeriale. Seguirono una serie di proroghe della sospensione delle attività agonistiche, finché l'8 giugno 2020 venne comunicata la sospensione definitiva del campionato di Serie A. La classifica finale è stata definitiva sulla base della classifica al momento della sospensione definitiva del campionato, alla quale sono stati applicati dei criteri correttivi: il Tavagnacco ha così concluso il campionato di Serie A all'undicesimo posto con 13,750 punti finali, venendo così retrocessa in Serie B. Si è trattato per il Tavagnacco della prima retrocessione della sua storia societaria, lasciando così la Serie A dopo 19 stagioni consecutive.

## Organigramma societario
Da sito societario.
Area tecnica
- Allenatore: Luca Lugnan (dalla 1ª alla 15ª giornata)
- Allenatore: Chiara Orlando (dalla 16ª giornata)
- Preparatore dei portieri: Giovanni Bin
- Massaggiatore: Mario Materassi
- Responsabile staff sanitario: Nicola Imbriani

## Rosa
| N. |                        | Ruolo | Calciatrice        |
| -- | ---------------------- | ----- | ------------------ |
| 2  | Italia (bandiera)      | D     | Valeria Gardel     |
| 3  | Italia (bandiera)      | D     | Elisa Donda        |
| 4  | Inghilterra (bandiera) | C     | Millie Chandarana  |
| 5  | Italia (bandiera)      | D     | Federica Veritti   |
| 6  | Italia (bandiera)      | A     | Giada Zhou         |
| 7  | Giappone (bandiera)    | D     | Shino Kunisawa     |
| 8  | Italia (bandiera)      | C     | Francesca Blasoni  |
| 9  | Italia (bandiera)      | A     | Elisa Polli        |
| 10 | Grecia (bandiera)      | A     | Sofia Kongoulī     |
| 12 | Italia (bandiera)      | P     | Costanza Nicola    |
| 13 | Italia (bandiera)      | A     | Caterina Ferin     |
| 14 | Italia (bandiera)      | D     | Chiara Cecotti     |
| 15 | Italia (bandiera)      | C     | Benedetta Brignoli |

| N. |                        | Ruolo | Calciatrice        |
| -- | ---------------------- | ----- | ------------------ |
| 16 | Italia (bandiera)      | C     | Valentina Puglisi  |
| 17 | Slovenia (bandiera)    | C     | Nika Babnik        |
| 18 | Giappone (bandiera)    | D     | Mizuho Kato        |
| 19 | Italia (bandiera)      | C     | Eleonora Pozzecco  |
| 20 | Italia (bandiera)      | D     | Gaia Milan         |
| 21 | Italia (bandiera)      | P     | Alessia Capelletti |
| 22 | Italia (bandiera)      | P     | Marika Fontana     |
| 23 | Slovenia (bandiera)    | A     | Lara Ivanuša       |
| 28 | Finlandia (bandiera)   | C     | Emma Santamäki     |
| 29 | Slovenia (bandiera)    | C     | Tjaša Tibaut       |
| 32 | Italia (bandiera)      | D     | Teresa Gallo       |
| 38 | Stati Uniti (bandiera) | D     | Claudia Cagnina    |
| 46 | Italia (bandiera)      | A     | Veronica Benedetti |

## Calciomercato

### Sessione estiva
| Acquisti | Acquisti           | Acquisti           | Acquisti   |
| R.       | Nome               | da                 | Modalità   |
| -------- | ------------------ | ------------------ | ---------- |
| P        | Alessia Capelletti | Mozzanica          | definitivo |
| D        | Nika Babnik        | Krim               | definitivo |
| D        | Millie Chandarana  | Loughborough Foxes | definitivo |
| D        | Valeria Gardel     | Genoa Women        | definitivo |
| D        | Mizuho Kato        | Colonia            | definitivo |
| D        | Federica Veritti   | Verona             | definitivo |
| C        | Benedetta Brignoli | Sassuolo           | definitivo |
| C        | Lara Ivanuša       | Glasgow City       | definitivo |
| C        | Shino Kunisawa     | Nagano Parceiro    | definitivo |
| C        | Valentina Puglisi  | Juventus           | definitivo |
| A        | Sofia Kongoulī     | Fiorentina         | definitivo |

| Cessioni | Cessioni           | Cessioni   | Cessioni   |
| R.       | Nome               | a          | Modalità   |
| -------- | ------------------ | ---------- | ---------- |
| P        | Alice Bonassi      |            | svincolata |
| P        | Anna Rosa Buhigas  |            | svincolata |
| P        | Serena Ferroli     |            | svincolata |
| P        | Alessia Piazza     | Milan      | [ 18 ]     |
| D        | Gloria Frizza      |            | svincolata |
| D        | Sara Mella         |            | svincolata |
| D        | Elena Virgili      |            | svincolata |
| D        | Nike Winter        |            | svincolata |
| C        | Elisa Camporese    |            | ritirata   |
| C        | Federica Cavicchia | Napoli     | definitivo |
| C        | Kaja Eržen         | Roma       | definitivo |
| C        | Caterina Fracaros  | Inter      | [ 21 ]     |
| C        | Siojli Pugnetti    |            | svincolata |
| C        | Maruša Sevšek      |            | svincolata |
| A        | Emma Errico        | Sassuolo   | definitivo |
| A        | Sofia Del Stabile  |            | svincolata |
| A        | Heidi Kollanen     | KIF Örebro | definitivo |
| A        | Marta Mascarello   | Fiorentina | svincolata |
| A        | Chiara Pasqualini  |            | svincolata |
| A        | Maria Zuliani      |            | svincolata |

### Sessione invernale
| Acquisti | Acquisti        | Acquisti    | Acquisti   |
| R.       | Nome            | da          | Modalità   |
| -------- | --------------- | ----------- | ---------- |
| D        | Emma Santamäki  | TPS         | definitivo |
| C        | Claudia Cagnina | Lugano 1976 | definitivo |
| C        | Tjaša Tibaut    | Pomurje     | definitivo |

| Cessioni | Cessioni       | Cessioni    | Cessioni   |
| R.       | Nome           | a           | Modalità   |
| -------- | -------------- | ----------- | ---------- |
| D        | Chiara Cecotti | Lugano 1976 | definitivo |

## Risultati

### Serie A

#### Girone di andata
| Arbitro: | Duzel (Castelfranco Veneto) |

|            |           |              |
| Assoni 15’ | Marcatori | 66’ Kongoulī |

| Arbitro: | Lipizer (Verona) |

|               |           |               |
| Ivanuša 90+1’ | Marcatori | 76’ Novellino |

| Arbitro: | Gasperotti (Rovereto) |

|                          |           |              |
| De Vanna 29’ Bonetti 50’ | Marcatori | 65’ Kongoulī |

| Arbitro: | Madonia (Palermo) |

|                                     |           |  |
| Kunisawa 33’ (aut.) Carissimi 90+2’ | Marcatori |  |

| Arbitro: | Frosi (Treviglio) |

|           |           |                                              |
| Polli 31’ | Marcatori | 17’ Hjohlman 18’ Prugna 59’ (rig.) Simonetti |

| Arbitro: | De Capua (Nola) |

|                             |           |  |
| K. Dubcová 48’ Sabatino 57’ | Marcatori |  |

| Arbitro: | Turrini (Firenze) |

|  |           |                           |
|  | Marcatori | 37’ Tarenzi 56’ Marinelli |

| Arbitro: | Vergaro (Bari) |

|                                       |           |  |
| Andressa Alves 10’ (rig.) Bartoli 14’ | Marcatori |  |

| Arbitro: | Cannata (Faenza) |

|  |           |                                    |
|  | Marcatori | 9’ Zanoletti 54’ Glionna 63’ Baldi |

| Arbitro: | Mori (La Spezia) |

|                  |           |                           |
| Kelly 73’ (rig.) | Marcatori | 48’ Polli 90+6’ Benedetti |

| Trieste 11 gennaio 2020, ore 12:30 CET 11ª giornata                                                                      | Tavagnacco | 1 – 5 referto                                                           | Juventus | Stadio Nereo Rocco |
| \| \| \| \| \| Chandarana 20’ \| Marcatori \| 33’ (rig.) Girelli 35’ Rosucci 54’ Maria Alves 82’ Zamanian 85’ Cernoia \| |            |                                                                         |          |                    |
| |            |                                                                         |          |                    |
| Chandarana 20’ | Marcatori  | 33’ (rig.) Girelli 35’ Rosucci 54’ Maria Alves 82’ Zamanian 85’ Cernoia |          |                    |

#### Girone di ritorno
| Arbitro: | Vingo (Pisa) |

|             |           |  |
| Puglisi 17’ | Marcatori |  |

| Bitetto 25 gennaio 2020, ore 14:30 CET 13ª giornata | Pink Sport Time          | 0 – 0 referto | Tavagnacco | Stadio Antonio Antonucci\| Arbitro: \| Cusumano (Caltanissetta) \| |
| Arbitro:                                            | Cusumano (Caltanissetta) |               |            |                                                                    |

| Tavagnacco 1º febbraio 2020, ore 12:00 CET 14ª giornata | Tavagnacco          | 0 – 3 A tavolino referto | Fiorentina | Stadio comunale\| Arbitro: \| Rizzello (Casarano) \| |
| Arbitro:                                                | Rizzello (Casarano) |                          |            |                                                      |

| Arbitro: | Ferrieri Caputi (Livorno) |

|  |           |                                                                         |
|  | Marcatori | 55’ Tucceri Cimini 61’ (rig.) Giacinti 77’ Þorvaldsdóttir 84’ Tamborini |

| Arbitro: | Bianchini (Terni) |

|            |           |             |
| Prugna 90’ | Marcatori | 8’ Kunisawa |

| Tavagnacco 21 marzo 2020, ore 14:30 CET 17ª giornata | Tavagnacco | – Annullata | Sassuolo | Stadio comunale |

| Solbiate Arno 28 marzo 2020, ore 14:30 CET 18ª giornata | Inter | – Annullata | Tavagnacco | Stadio Felice Chinetti |

| Tavagnacco 18 aprile 2020, ore 15:00 CEST 19ª giornata | Tavagnacco | – Annullata | Roma | Stadio comunale |

| Verona 25 aprile 2020, ore 15:00 CEST 20ª giornata | Verona | – Annullata | Tavagnacco | Stadio Aldo Olivieri |

| Tavagnacco 9 maggio 2020, ore 15:00 CEST 21ª giornata | Tavagnacco | – Annullata | Florentia S.G. | Stadio comunale |

| Vinovo 16 maggio 2020, ore 15:00 CEST 22ª giornata | Juventus | – Annullata | Tavagnacco | Juventus Training Center |

### Coppa Italia
| Arbitro: | Gasperotti (Rovereto) |

|            |           |  |
| Prugna 43’ | Marcatori |  |

## Statistiche

### Statistiche di squadra
| Competizione | Punti       | In casa | In casa | In casa | In casa | In casa | In casa | In trasferta | In trasferta | In trasferta | In trasferta | In trasferta | In trasferta | Totale | Totale | Totale | Totale | Totale | Totale | DR  |
| Competizione | Punti       | G       | V       | N       | P       | Gf      | Gs      | G            | V            | N            | P            | Gf           | Gs           | G      | V      | N      | P      | Gf     | Gs     | DR  |
| ------------ | ----------- | ------- | ------- | ------- | ------- | ------- | ------- | ------------ | ------------ | ------------ | ------------ | ------------ | ------------ | ------ | ------ | ------ | ------ | ------ | ------ | --- |
| Serie A      | 10 (13,750) | 8       | 1       | 1       | 6       | 3       | 20      | 8            | 1            | 3            | 4            | 5            | 11           | 16     | 2      | 4      | 10     | 9      | 32     | -23 |
| Coppa Italia | -           | 0       | 0       | 0       | 0       | 0       | 0       | 1            | 0            | 0            | 1            | 0            | 1            | 1      | 0      | 0      | 1      | 0      | 1      | -1  |
| Totale       | -           | 8       | 1       | 1       | 6       | 3       | 20      | 9            | 1            | 3            | 5            | 5            | 12           | 17     | 2      | 4      | 11     | 9      | 33     | -24 |

### Andamento in campionato
| Giornata  | 1 | 2 | 3 | 4  | 5  | 6  | 7  | 8  | 9  | 10 | 11 | 12 | 13 | 14 | 15 | 16 | 17 | 18 | 19 | 20 | 21 | 22 |
| --------- | - | - | - | -- | -- | -- | -- | -- | -- | -- | -- | -- | -- | -- | -- | -- | -- | -- | -- | -- | -- | -- |
| Luogo     | T | C | T | T  | C  | T  | C  | T  | C  | T  | C  | C  | T  | C  | C  | T  | C  | T  | C  | T  | C  | T  |
| Risultato | N | N | P | P  | P  | P  | P  | P  | P  | V  | P  | V  | N  | P  | P  | N  | -  | -  | -  | -  | -  | -  |
| Posizione | 4 | 6 | 9 | 11 | 11 | 11 | 11 | 11 | 11 | 11 | 11 | 10 | 10 | 11 | 11 | 11 | -  | -  | -  | -  | -  | -  |

Legenda:

Luogo: C = Casa; T = Trasferta. Risultato: V = Vittoria; N = Pareggio; P = Sconfitta.

### Statistiche delle giocatrici
| Giocatore     | Serie A  | Serie A | Serie A     | Serie A    | Coppa Italia | Coppa Italia | Coppa Italia | Coppa Italia | Totale   | Totale | Totale      | Totale     |
| Giocatore     | Presenze | Reti    | Ammonizioni | Espulsioni | Presenze     | Reti         | Ammonizioni  | Espulsioni   | Presenze | Reti   | Ammonizioni | Espulsioni |
| ------------- | -------- | ------- | ----------- | ---------- | ------------ | ------------ | ------------ | ------------ | -------- | ------ | ----------- | ---------- |
| N. Babnik     | 12       | 0       | 1           | 0          | 1            | 0            | 0            | 0            | 13       | 0      | 1           | 0          |
| V. Benedetti  | 11       | 1       | 0           | 0          | 1            | 0            | 0            | 0            | 12       | 1      | 0           | 0          |
| F. Blasoni    | 9        | 0       | 1           | 0          | 1            | 0            | 0            | 0            | 10       | 0      | 1           | 0          |
| B. Brignoli   | 15       | 0       | 0           | 0          | -            | -            | -            | -            | 15       | 0      | 0           | 0          |
| C. Cagnina    | 1        | 0       | 0           | 0          | -            | -            | -            | -            | 1        | 0      | 0           | 0          |
| A. Capelletti | 16       | -29     | 1           | 0          | 0            | 0            | 0            | 0            | 16       | -29    | 1           | 0          |
| C. Cecotti    | 9        | 0       | 0           | 0          | 1            | 0            | 0            | 0            | 10       | 0      | 0           | 0          |
| M. Chandarana | 16       | 1       | 0           | 0          | 1            | 0            | 0            | 0            | 17       | 1      | 0           | 0          |
| E. Covalero   | 0        | 0       | 0           | 0          | -            | -            | -            | -            | 0        | 0      | 0           | 0          |
| E. Donda      | 9        | 0       | 0           | 0          | 1            | 0            | 0            | 0            | 10       | 0      | 0           | 0          |
| C. Ferin      | 12       | 0       | 1           | 0          | -            | -            | -            | -            | 12       | 0      | 1           | 0          |
| M. Fontana    | 0        | 0       | 0           | 0          | -            | -            | -            | -            | 0        | 0      | 0           | 0          |
| T. Gallo      | 0        | 0       | 0           | 0          | 0            | 0            | 0            | 0            | 0        | 0      | 0           | 0          |
| V. Gardel     | 4        | 0       | 0           | 0          | 1            | 0            | 0            | 0            | 5        | 0      | 0           | 0          |
| L. Ivanuša    | 10       | 1       | 0           | 0          | 1            | 0            | 0            | 0            | 11       | 1      | 0           | 0          |
| M. Kato       | 14       | 0       | 1           | 0          | 1            | 0            | 0            | 0            | 15       | 0      | 1           | 0          |
| S. Kongoulī   | 9        | 2       | 0           | 0          | -            | -            | -            | -            | 9        | 2      | 0           | 0          |
| S. Kunisawa   | 14       | 1       | 1           | 0          | 1            | 0            | 0            | 0            | 15       | 1      | 1           | 0          |
| G. Milan      | 9        | 0       | 1           | 0          | 1            | 0            | 0            | 0            | 10       | 0      | 1           | 0          |
| C. Nicola     | 0        | 0       | 0           | 0          | 1            | -1           | 0            | 0            | 1        | -1     | 0           | 0          |
| E. Polli      | 14       | 2       | 0           | 0          | -            | -            | -            | -            | 14       | 2      | 0           | 0          |
| E. Pozzecco   | 1        | 0       | 0           | 0          | 1            | 0            | 0            | 0            | 2        | 0      | 0           | 0          |
| V. Puglisi    | 13       | 1       | 2           | 0          | 1            | 0            | 0            | 0            | 14       | 1      | 2           | 0          |
| E. Santamäki  | 3        | 0       | 0           | 0          | -            | -            | -            | -            | 3        | 0      | 0           | 0          |
| T. Tibaut     | 3        | 0       | 0           | 0          | -            | -            | -            | -            | 3        | 0      | 0           | 0          |
| F. Veritti    | 15       | 0       | 2           | 1          | 0            | 0            | 0            | 0            | 15       | 0      | 2           | 1          |
| G. Zhou       | 0        | 0       | 0           | 0          | -            | -            | -            | -            | 0        | 0      | 0           | 0          |